# Winston Groom

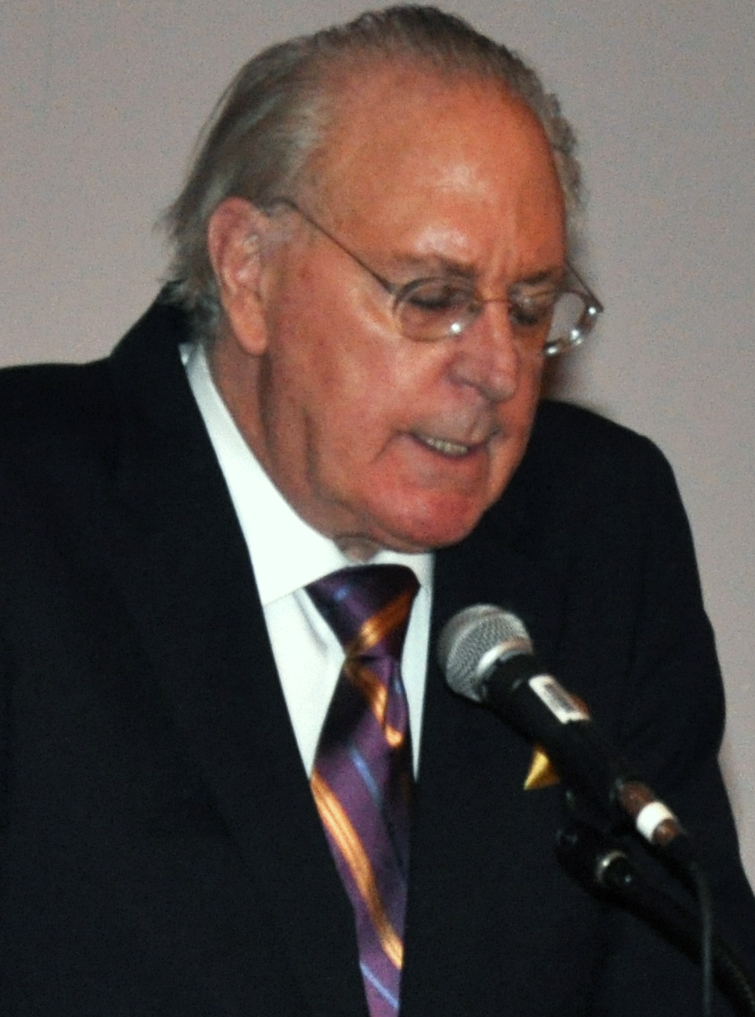
Winston Groom (2014)

Winston Groom (* 23. März 1943 in Washington, D.C.; † 17. September 2020 in Point Clear, Baldwin County, Alabama) war ein amerikanischer Autor.

## Leben
Winston Groom wurde 1943 in Washington, D.C. geboren, wuchs aber in Mobile, Alabama, auf und studierte an der University of Alabama, wo er Mitglied in der Studentenvereinigung Delta Tau Delta war. Er ging im Jahr 1965 ab. Im gleichen Jahr trat er in die United States Army ein, wo er bis 1969 diente. Unter anderem kämpfte er auch im Vietnamkrieg.
Groom veröffentlichte seit Ende der 1970er-Jahre einige Romane. Sein 1986 veröffentlichter Roman Forrest Gump wurde 1994 unter demselben Titel von Robert Zemeckis verfilmt. Nach dem Welterfolg dieses Filmes veröffentlichte Groom im Jahr 1995 mit Gump & Co. eine Fortsetzung. Daneben schrieb Groom auch viele nichtfiktionale Werke, die sich unter anderem mit dem Zweiten Weltkrieg sowie der amerikanischen Geschichte und im Speziellen dem amerikanischen Bürgerkrieg beschäftigten.

## Werke

### Romane
- Better Times Than These. Berkley Books, New York, 1978, ISBN 0-425-05018-1.
- As Summers Die. Summit Books, New York, 1980, ISBN 0-671-40072-X (dt. Die letzten Tage des Sommers. Heyne, München 1996, ISBN 3-453-10816-7).
- Only. Putnam, New York, 1984, ISBN 0-399-12905-7.
- Forrest Gump. Doubleday, New York, 1986, ISBN 0-385-23134-2 (dt. Forrest Gump. Heyne, München 1994, 22. Auflage, ISBN 3-453-08482-9), Vorlage des gleichnamigen Filmes.
- Gone The Sun. Doubleday, New York, 1988, ISBN 0-385-23576-3 (dt. Rückkehr nach Bienville. Heyne, München 1997, ISBN 3-453-12533-9).
- Gump & Co. Pocket Books, New York, 1995, ISBN 0-671-52170-5 (dt. Forrest Gump & Co. Heyne, München 1996, ISBN 3-453-08667-8).
- Such A Pretty, Pretty Girl. Random House, New York, 1999, ISBN 0-375-70570-8.
- El Paso. Liveright Publishing Corporation (W.W. Norton & Company), New York, 2016, ISBN 978-1-63149-224-2[3]

### Sachbücher
- Conversations with the Enemy. Harmondsworth Penguin Books, Harmondsworth, 1983, ISBN 0-14-007369-8 (mit Duncan Spencer)
- Shrouds of Glory: From Atlanta to Nashville: The Last Great Campaign of the Civil War. Atlantic Monthly Press, New York, 1995, ISBN 0-87113-591-4.
- The Crimson Tide: An Illustrated History of Football at the University of Alabama. University of Alabama Press, Tuscaloosa, 2000, ISBN 0-8173-1051-7.
- A Storm in Flanders: Triumph and Tragedy on the Western Front. Atlantic Monthly Press, New York, 2002, ISBN 0-87113-842-5.
- 1942: The Year That Tried Men’s Souls. Atlantic Monthly Press, New York, 2005, ISBN 0-87113-889-1.
- Patriotic Fire: Andrew Jackson and Jean Laffite at the Battle of New Orleans. Vintage Books, New York, 2006, ISBN 1-4000-9566-2.

### Andere
- GUMPisms: The Wit and Wisdom of Forrest Gump. Pocket Books, New York, 1994, ISBN 0-671-51763-5.
- The Bubba Gump Shrimp Co. Cookbook: Recipes & Reflections from Forrest Gump. Oxmoor House, Birmingham (Alabama), 1994, ISBN 0-8487-1479-2 (dt. Das Bubba-Gump-Shrimp-Kochbuch. Rezepte und Zitate aus Forrest Gump. Heyne, München 1995, ISBN 3-453-08664-3)